# FK MŠK Považská Bystrica
Futbalový klub MŠK Považská Bystrica w skrócie FK MŠK Považská Bystrica – słowacki klub piłkarski grający w drugiej lidze słowackiej, mający siedzibę w mieście Powaska Bystrzyca.

## Historia
Klub został założony w 1920 roku. W latach 1938–1944 klub był czołowym klubem na Słowacji. W sezonie 1938/1939 wywalczył mistrzostwo Słowacji, a w sezonie 1939/1940 – wicemistrzostwo. Dwukrotnie zajął też 3. miejsce w lidze, w sezonach 1940/1941 i 1942/1943. W sezonach 1945/1946, 1949 i 1989/1990 grał w pierwszej lidze czechosłowackiej. Po rozpadzie Czechosłowacji klub grał w  trzeciej ligi słowackiej do końca sezonu 1996/1997.

## Sukcesy
- I liga słowacka
  - mistrzostwo (1): 1938/1939
  - wicemistrzostwo (1): 1939/1940
  - 3. miejsce (2): 1940/1941, 1942/1943

## Historyczne nazwy
- 1920 – ŠK Považská Bystrica (Športový klub Považská Bystrica)
- 1924 – ŠK Orol Považská Bystrica (Športový klub Orol Považská Bystrica)
- 1926 – ŠK Považská Bystrica (Športový klub Považská Bystrica)
- 1933 – ŠK Munička Považská Bystrica (Športový klub Munička Považská Bystrica)
- 1936 – AC Sparta Považská Bystrica (Atletický club Sparta Považská Bystrica)
- 1939 – AC Považská Bystrica (Atletický club Považská Bystrica)
- 1945 – AC Sparta Považská Bystrica (Atletický club Sparta Považská Bystrica)
- 1948 – JTO Sokol Manet Považská Bystrica (Jednotná telovýchovná organizácia Sokol Manet Považská Bystrica)
- 1953 – TJ Spartak Považská Bystrica (Telovýchovná jednota Spartak Považská Bystrica)
- 1966 – TJ Sparta Považská Bystrica (Telovýchovná jednota Sparta Považská Bystrica)
- 1968 – TJ ZVL Považská Bystrica (Telovýchovná jednota Závody na výrobu ložísk Považská Bystrica)
- 1990 – FK Sparta Považská Bystrica (Futbalový klub Sparta Považská Bystrica)
- 1997 – FK Raven Považská Bystrica (Futbalový klub Raven Považská Bystrica)
- 2013 – rozwiązanie klubu
- 2013 – reaktywacja klubu pod nazwą FK MŠK Považská Bystrica (Futbalový klub MŠK Považská Bystrica)

## Historia występów w pierwszej lidze
| Sezon     | Pozycja            | M  | Pkt. | Z | R | P  | GZ | GS |
| --------- | ------------------ | -- | ---- | - | - | -- | -- | -- |
| 1945/1946 | 7. (Gr. B, spadek) | 18 | 14   | 5 | 4 | 9  | 44 | 64 |
| 1949      | 13. (spadek)       | 26 | 17   | 7 | 3 | 16 | 38 | 79 |
| 1989/1990 | 16. (spadek)       | 30 | 12   | 5 | 2 | 23 | 23 | 70 |

## Stadion
Domowe mecze klub rozgrywa na stadionie o nazwie Štadión MŠK Považská Bystrica, położonym w mieście Powaska Bystrzyca. Stadion może pomieścić 14 000 widzów.